# FK Mačva Šabac
El FK Macva Sabac (en serbio: Фудбалски клуб Мачва Шабац) es un equipo de fútbol de Serbia que juega en la Primera Liga de Serbia, segunda división de fútbol en el país.

## Historia
Fue fundado en el año 1919 en la ciudad de Sabac y en sus primeros años de existencia jugaron en las ligas distritales de Novi Sad,en donde durante el periodo de las guerras mundiales desarrolló una rivalidad con el FK Vojvodina. Su mayor logro en ese periodo fue clasificar a la fase nacional del Campeonato de Yugoslavia, en donde terminó en último lugar entre seis equipos.
El club era conocido como el Uruguay Provincial debido a que formaban parte de los torneos provinciales y a que su estilo de juego se parecía al de Uruguay en aquellos años cuando los sudamericanos lograron títulos olímpicos.
Fue hasta 1991 que el club dejó de participar en los torneos regionales para jugar a escala nacional, pasando por las ligas provinciales hasta que en la temporada 2016/17 ganan el título de la Prva Liga Srbija y ganan el derecho de jugar en la SuperLiga Serbia por primera vez en su historia.

## Palmarés
- Prva Liga Srbija: 1

2016/17